# Kapustînți, Ciortkiv
Kapustînți (în ucraineană Капустинці) este o comună în raionul Ciortkiv, regiunea Ternopil, Ucraina, formată numai din satul de reședință.

## Demografie
Componența lingvistică a comunei Kapustînți
     Ucraineană (99,39%)
     Alte limbi (0,61%)
Conform recensământului din 2001, majoritatea populației comunei Kapustînți era vorbitoare de ucraineană (99,39%), existând în minoritate și vorbitori de alte limbi.